# ミロヴァン・ジラス
ミロヴァン・ジラス  (発音: [mîlɔʋan dʑîlaːs], セルビア語/モンテネグロ語: Милован Ђилас/Milovan Đilas; 1911年6月4日 – 1995年4月20日)は、ユーゴスラビア共産党の政治家、ユーゴスラビア副大統領、理論家、作家。戦時下のパルチザン運動及び戦後政権のキーマン。民主社会主義者を自称したジラスは東側諸国中およびユーゴスラビアにおける最も有力な反体制者に成ったことでもよく知られるひとりである。代表作は新階級の実態を暴露した『新しい階級:共産主義制度の分析』(1957年)であり、本作は東西両陣営に衝撃を与え、40以上の言語に翻訳された。

## 生い立ちと革命家

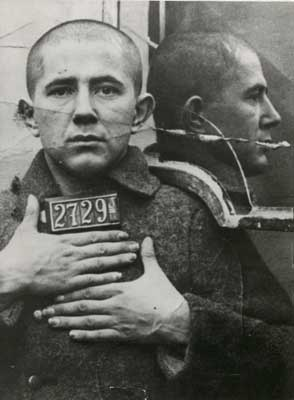
政治犯として収監されたミロヴァン・ジラス (1933年撮影)スレムスカ・ミトロヴィツァの刑務所

モンテネグロ王国モイコヴァツ近くにあるポドビシュチェ村で誕生、1932年にベオグラード大学の学生だった頃にユーゴスラビア共産党に入党した。1933年から1936年まで政治犯として収監されている。1938年に共産党中央委員会に選出され、1940年に政治局の一員に成った。
1941年4月、ナチス・ドイツ、ファシスト・イタリア、その同盟国はユーゴスラビア王国軍を破り、そしてユーゴスラビア王国を解体した、ジラスはユーゴスラビア・パルチザンレジスタンスの結成にあたってはヨシップ・ブロズ・ティトーを手助けし、そしてまた戦争中はゲリラの司令官であった。 6月22日、ドイツがソビエト連邦へと進撃を開始 (バルバロッサ作戦）したあと、ユーゴスラビア共産党 (KPJ) の中央委員会は情勢から武装闘争を起すことを決意、そして7月4日に蜂起開始の決議を可決した。
ジラスはイタリア占領軍に対して闘いを組織するためモンテネグロに送られたが、1941年7月12日、セクラ・ドルリェヴィッチ (Sekula Drljević)によるファシスト傀儡政権モンテネグロ王国が宣言され、ムッソリーニの腹心アレッサンドロ・ビロリ (Alessandro Biroli)が総督を務め厳格に支配された。
ジラスはモンテネグロ蜂起 (Uprising in Montenegro)で国家は一つとするイデオロギー方針を広げる重要な役割を果たす、そしてモンテネグロの大部分はすぐに解放された。 ジラスは11月までモンテネグロに滞在した。1941年11月初めにティトーは彼の"レフティストエラー"(Leftist errors)を含む蜂起中におけるミスを理由としてモンテネグロのパルチザン部隊司令官からジラスを退けた。ティトーはジラスが民衆蜂起とともにパルチザン闘争を結びつけるパルチザンのレジスタンス手法を採用する代わりに、軍の正面戦を、はるかに強い敵に対して組織するというミスを強調した。ジラスは党の主要な宣伝機関の機関紙『ボルバ』(Borba)の編集者に任命された。 その後、ジラスはセルビアにある共産系支配のウジツェの町に向かったところで彼の論拠が機関紙『ボルバ』で取り上げられた。
最高司令官ティトーや他党の指導者らのボスニアへの撤退を受けて、ジラスはラシュカにあるノヴァ・ヴァロシュ(セルビア及びモンテネグロの間の境界)にとどまった。冬半ば、彼はそこから彼の指揮下の部隊とともに撤退を開始、そして、最高参謀に合流するのが困難な状況に陥った。この時点で、共産主義や非共産主義の武装勢力の間には深刻な分裂はまだなかった。

### 内戦そして国家建国
彼が再びモンテネグロに戻ったのは1942年の3月のこと、その間にパルチザンとチェトニックの間で内戦が勃発していた。ジラスは内戦期の活動で主にモンテネグロの党指導部を強制的に置き換えた、これはユーゴスラビア共産主義者同盟中央委員会や最高参謀によって業務の実態を把握して責任ある共産主義指導者を解任するためにジラスを送りこんだと信じられている。
1944年3月、彼は軍や党の使命の一環を帯びてソビエト連邦へと発った。滞在中、彼はゲオルギ・ディミトロフ、モロトフ、スターリンらと会合した。
彼はドイツ国防軍からベオグラードを解放するパルチザンの1人として戦った。ユーゴスラビア連邦人民共和国の建国により、ジラスはティトー政権で副大統領に選出された。それからジラスはイタリア人追放を決意、イストリアからイタリア人を追い払う圧力をかけるようにとその時に要求している。
ジラスは、モスクワとベオグラードの間のギャップを埋めるため、1948年に再びスターリンと会談するためモスクワへと向かった。彼はモスクワの大きな統制下でユーゴスラビアを動かそうとするスターリンの企てに対する主導的な批判者の1人になった。同年後半、ユーゴスラビアとソ連はたもちを分かち、そしてインフォルムビロ期(Informbiro)にコミンフォルムを離脱した。
当初、ユーゴスラビア共産党はスターリンと関係を断ったにもかかわらず、強制路線のままであったが、しかし、程なくして国営企業において労働者の自主管理を試み、自主社会主義政策を追求し始めた。ジラスはそれにおける非常に重要な要素であったが、彼はさらに進んだ物事を取り始めた。プロパガンダの責務を担っていた彼は新たな見識の綱領を持ち、益々と自由思想を帯びた一連の記事が掲載されている新しいジャーナル『Nova Misao』("新思潮")を創刊した。

## 反体制者

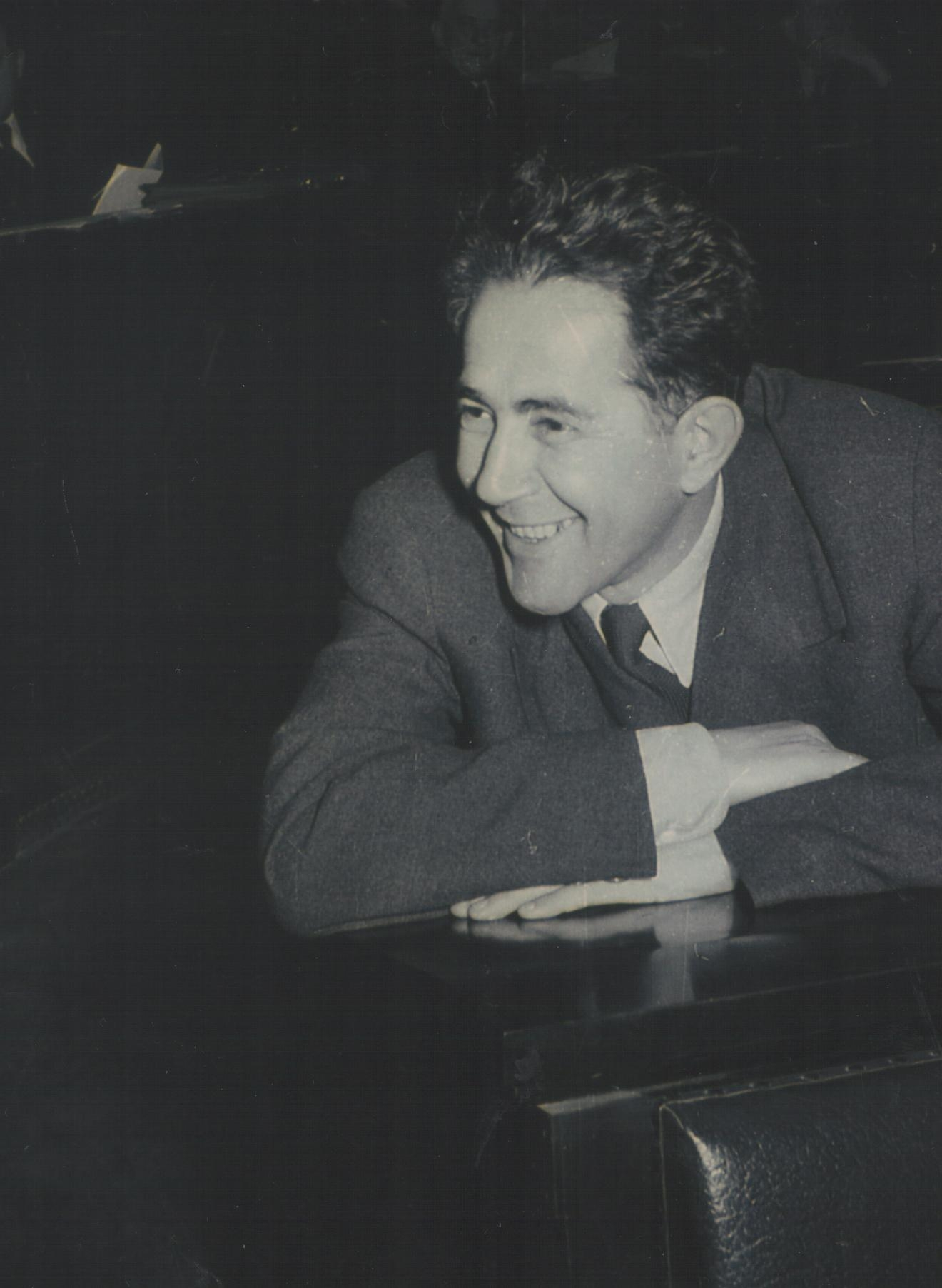
ミロヴァン・ジラス (1950年)

ジラスはティトーの後継者と広く見なされ、1953年にユーゴスラビア大統領に選ばれるとされていた。
ジラスは1953年12月25日からユーゴスラビア社会主義連邦共和国の連邦議会議長となり、1954年1月16日まで務めた。この頃、1953年10月から1954年1月の間、彼はユーゴスラビア共産主義者同盟の機関紙『ボルバ』に19本の論説を書き(18本が掲載された)、そこで彼は数多くの軍高官や国家官庁職員がベオグラードの一等地に高価な家や利益を受け取っている新しい支配階級がユーゴスラビアに形成されていると述べた。ティトーや他の主要なユーゴスラビア共産主義者らは、ジラスの論拠を読み、彼らの指導的地位への脅威になるとして、1954年1月にジラスを1937年以来のメンバーであった党の中央委員会から追放、そして、すべての政治的機能から彼の批判を退けた。彼はその後、1954年3月に共産主義者同盟を退身した。1954年12月25日、彼はユーゴスラビアの状況は「全体主義」を特徴とし、国家はそれに加えて、「非民主的強制力」や「反動的構成要素」によって支配されていると『ニューヨーク・タイムズ』紙のインタビューの中で語った。また、「新しい民主的な社会主義党」の形成、そして二大政党制を訴える。この「敵対的プロパガンダ」により、彼は裁判にかけられ、条件付きで懲役1年5か月の判決が下った。
ジラスはソビエト連邦のハンガリー介入を非難する国連決議でユーゴスラビアが棄権することについてAFP通信で反対する旨を述べ、並びに雑誌『The New Leader』でハンガリー革命を支援する論説を書いたため、のちの、1956年11月19日に逮捕された。彼は3年以上の懲役に処せられた。1957年、ジラスは国外で『新しい階級：共産主義制度の分析』を刊行、彼はすでに投獄される前にアメリカ合衆国の出版社プレイガーに送っていた。著書の中でソ連や東欧の共産主義は平等主義では無く、特権的官僚層による新階級が確立したこと、それがその地位を利用して物質的な利益を享受している。著書は大成功を修め、40以上の言語に翻訳された。1957年にジラスは「新階級」によって新たに7年の懲役を言い渡され、前の刑期を合わせて10年になった。
刑務所内で、ジラスはモンテネグロの主教公であり、偉大な詩人でもあったペータル2世の膨大な学術的伝記を完成させ、そしてまた、小説 (『Montenegro』) や短編小説を書いた。 1958年、彼のモンテネグロでの青年時代について書かれた『Land Without Justice』と題した回顧録の第一巻を国外で出版、すでに1954年に完成していたがユーゴスラビアの出版社によって拒否されていた。
ジラスは懲役4年2ヶ月にわたって服役した後、条件付きで1961年1月20日に釈放された。1961年の間中、ジラスは外国人ジャーナリストや学者らと接触すれば刑務所に送り返すとセルビア政府によって繰り返し脅かされていた。彼は『スターリンとの対話』を国外で刊行したため1962年4月に再び投獄されるが、著書は国際的成功を再び修める、ジラスは個人的に最高傑作と考えている(『Rise and Fall』を参照 )。『スターリンとの対話』は長きにわたって常に彼の心にあったにもかかわらず、彼が釈放されたあとの1961年に書いた(『Rise and Fall』, p. 396)。原稿は、デイヴット・プライス＝ジョーンズが『Remembering Milovan Djilas』で述べてるように、刑務所の外に持ち出すことができなかった。『スターリンとの対話』で1962年8月、新たに懲役5年の刑を宣告 – つまり以前の処罰に追加、懲役15年 - 申立てによれば、「国家機密を暴露した」ことについて彼は否定している。著書が言及するアルバニア及びユーゴスラビア(による併合)が連合する可能性については、共産主義指導者たちにとって最も厄介なことであると見られていた。
ジラスは抑留中にトイレットペーパーを活用して、複数の小説を書き、ジョン・ミルトンの『失楽園』をセルボ・クロアチア語に翻訳した。 1966年12月31日、ジラスは刑務所で9年間服役後、無条件で恩赦され、自由の身になった、もはや再び投獄されることはなかった。彼は1995年4月20日に死去するまで論争の人としてベオグラードに居住、西側諸大国の目には英雄として映った反体制派で有り続けた。

## ユーゴスラビア及びソビエト連邦の崩壊について
ジラスは1980年代及び1990年代に、ユーゴスラビア崩壊や民族主義者による争いへと急突入することに反対していたが、しかし崩壊が起こることについて1980年代に予測している。1981年に彼はユーゴスラビアがティトー死去を原因として民族や官僚的ナショナリストの方向に至り崩壊すると予測した:

「我々の体制はティトーのみが舵を取るために築かれた。ティトーは今や死去して我々の経済的状況は深刻、それは大きい中央集権の自然的傾向である。共和国の民族的政治的権力の基本に対して衝突するこの集中化は成功しない。古典的ナショナリズムではないが、非常に危険な官僚的ナショナリズムで経済的利己主義に基づいて構築している。このようにユーゴスラビア体制は崩壊を始めるだろう。」

彼は1980年代後半にミロシェヴィッチを厳しく批判、そしてセルビアの大統領スロボダン・ミロシェヴィッチの行為がその他の共和国の離脱を招き、民族紛争、ユーゴスラビア崩壊が起こると予測した:

「ミロシェヴィッチの可能性はある.... お分かりのように自由化に悪因がある。それはセルビアや他の共和国との間における民族競争の帰結である。最終的にユーゴスラビアは貿易国の緩い連合の英連邦のようになる。だがまず、私は恐らく、民族紛争や内乱があるだろう。ここにそのような強い憎しみが存在している。」

「セルビアのミロシェヴィッチの権威主義によって本格的な分裂を引き起こす。ヘーゲルが言った歴史とは悲劇やばかげたことを繰り返すということを思い起こす。私が言うことの意味とはユーゴスラビアがこの頃に崩壊する、1914年のように取り巻く世界が介入しないこと.... ユーゴスラビアは全共産主義の実験室であった。その崩壊はソビエト連邦の崩壊をも予測できる。我々はソ連よりも先を行っている。」

1987年、ジラスはネオコンサバティズム雑誌『エンカウンター』(Encounter)でソビエト連邦の指導者ミハイル・ゴルバチョフの政治経済改革をテーマにインタビューを受けた。 ジラスはゴルバチョフの行動をこう説明した:「絶対に必要だ。ユーゴスラビア、ポーランド、ハンガリー、チェコスロバキア、中国の共産主義者はかなり早い時期に、共産主義が機能しないことにすなわち気づいていた。経済的水準においても、やりがいがあり人間に不可欠な基本的ニーズや自由な水準はどちらもうまく機能せず... 共産主義は悲惨な出来事をもたらした19世紀の遺物及び処方箋であった。」

## セルビア及びモンテネグロの国家/民族の関連性について
ジラスは、セルビア民族主義者から「モンテネグロ民族独立の生みの親」と呼ばれている。
1945年5月1日、新聞『ボルバ』のインタビューで、ジラスは「モンテネグロ人はセルビア人に起源がある」と述べたが、しかし、徐々に時間をかけて独立した民族群や民族性へと発展していったと言う。ジラスは著作を通してモンテネグロ文学 (Montenegrin literature)や歴史学編纂に多大なる貢献をしている。晩年になる1980年代半ば、ジラスは自らを「セルビア人」と評した (ベオグラード生まれでハーバード大学院の社会学者である息子アレクサがそうであるように)。党を脱党後、ジラスは特に著書『Njegoš: Poet-Prince-Bishop』並びに『Rise and Fall』で独立したモンテネグロ民族や国家のアイデンティティの存在を否定した。

## 日本語訳
- 『新しい階級 : 共産主義制度の分析』原子林二郎訳  時事通信社  1957
- 『スターリンとの対話』 新庄哲夫訳 雪華社  1968
- 『天国は格らず : 共産主義革命の幻滅』 井上勇訳  時事通信社  1969
- 『クレムリンとのわが闘争 : 私はスターリンに裏切られた』 新庄哲夫訳  学習研究社  1980

## 著書
- The New Class: An Analysis of the Communist System, 1957年.
- Land without Justice, 1958年.
- Conversations with Stalin; Rupert Hart-Davis. London 1962年.
- Montenegro, 1963年.
- The Leper and Other Stories, 1964年.
- Njegoš: Poet-Prince-Bishop, 1966年.
- The Unperfect Society: Beyond the New Class, 1969年.
- Lost Battles, 1970年.
- Under the Colors, 1971年.
- The Stone and the Violets, 1972年.
- Memoir of a Revolutionary, 1973年.
- Parts of a Lifetime, 1975年.
- Wartime, 1977年.
- Tito: The Story from Inside, 1980年.
- Rise and Fall, 1985年.
- Of Prisons and Ideas, 1986年.

### 主なエッセイ
- "Disintegration of Leninist Totalitarianism", in 1984 Revisited: Tolitarianism in Our Century, New York, Harper and Row, 1983, ed. Irving Howe
- "The Crisis of Communism". TELOS 80 (Summer 1989). New York: Telos Press

### 翻訳
- ジョン・ミルトン 失楽園 (英語からセルボ・クロアチア語へ), 1969年

## 関連文献
- Reinhartz, Dennis,  Milovan Djilas: A Revolutionary as a Writer,  New York: Columbia University Press, 1981.
- Lalić, Boris,  Milovan Đilas,  Belgrade: Novosti, 2011.

### メディア
ジラスは1992年のセルビア国営放送のドキュメンタリーシリーズ『Yugoslavia in War 1941–1945』に寄与した。
ジラスはソール・ベローの小説『フンボルトの贈り物』の中で記され、そこでは彼はスターリンの「12コース終夜の宴会」や退屈をテーマにして書いている。

### パルチザンの重要人物
- ヨシップ・ブロズ・ティトー
- アレクサンダル・ランコヴィッチ (Aleksandar Ranković)
- モシャ・ピヤーデ
- エドヴァルト・カルデリ (Edvard Kardelj)

### 人文関連
- ペータル2世ペトロヴィッチ＝ニェゴシュ (Petar II Petrović-Njegoš)
- スターリニズム